# 영종 (고려)
영종(英宗, 1223년 8월~?년 10월)은 고려 후기의 대립왕이자 왕족이며, 즉위 전 작위는 안경공(安慶公)이다. 묘호는 영종(英宗), 시호는 없기 때문에 묘호와 왕을 뜻하는 '대왕'을 붙여 영종대왕(英宗大王)으로도 불린다. 고종의 둘째 아들이며, 원종의 동생이다. 원래의 이름은 왕간(王侃)이었으나 나중에 왕창(王淐)으로 고쳤다.
처음 안경후에 봉해졌다가 1253년 공으로 진봉되었다. 1253년부터 고려조정에서 몽골 제국에 협상 사절을 파견할 때 사절로 몽골 제국을 다녀왔다. 후에 임연 등이 원종을 폐위한 뒤 임연의 추대로 즉위하여 1269년 6월부터 11월까지 왕위에 있었으나, 원나라의 압력으로 폐위당했다. 고려사절요의 공양왕 3년조를 보면 공양왕이 그의 기일에 그의 묘소에 치제하려다가 예조의 반대로 무산되었다. 공양왕 당시까지도 그의 시호가 전했지만 16세기 초에 실전되어 현재는 전해지지 않는다. 한국사학계에서는 그의 왕 지위를 인정하지 않고, 영종이 재위한 기간도 원종의 재위기간으로 본다. 자와 시호는 알 수 없다.

## 생애

### 생애 초반
고종과 안혜태후 유씨의 소생으로, 원종의 친동생이다. 그의 생년월일은 실전되었지만 개성왕씨족보의 전승에 의하면 고려 고종 계미년 8월생으로 기록되어 있다. 소년 시절의 행적은 기록에 남은 것이 없다. 처음 이름은 왕간이었다가 나중에 창으로 고쳤다. 처음에 그는 안경후(安慶侯)에 봉해졌다.

### 몽골과의 교섭활동
1253년 후(侯)에서 공(公)으로 진봉(進封: 작위가 오름)되었다. 그 해 7월 쳐들어온 몽골군과 같이 온 영녕공(永寧公) 왕준(王綧)이 무신정권의 수장 최항(崔沆)에게 편지를 보내어 태자(훗날의 원종)이나 안경공으로 하여금 몽골군을 맞이하게 하면 군사를 물리겠다고 제안하였다. 조정 신하들은 왕준의 말을 따르자고 했으나 최항은 몽골군이 태자나 안경공을 인질삼아 항복을 요구할 수 있다면서 받아들이지 않았다. 그러나 각지에서의 전투로 피해가 커지자 12월 안경공을 몽골에 사신으로 보냈다.
안경공은 1254년 1월 몽골 장수 아모간(阿母侃)의 군사를 접대하여 군사를 물리게 하고 몽골로 가서 몽케(夢乞)를 만나 협상을 한 후, 몽골군을 회유시켜 되돌려보내고 8월에 귀국하였다. 이때 그는 오랑캐 풍습이 물들었다면서 굳이 하룻밤을 육지에서 머무르고 입었던 옷을 태운 다음 새 옷으로 갈아입고 강화도로 들어왔다. 1255년(고종 42년) 고종의 명으로 원나라에서 온 몽케를 사부로 임명한 뒤, 그는 몽케를 따라 다시 원나라로 파견되었다가 돌아왔다. 이후 1257년(고종 44년) 상서좌복야 최영(崔永) 등을 대동하고 다시 몽골에 다녀왔고, 1259년, 1265년에도 몽골과 교섭하였다.
1259년 고종이 유경의 집에서 사망하자 대장군 김인준은 그를 왕위에 올리려 하였다. 그러나 양부(兩府)가 의논하기를, “맏아들이 계통을 잇는 것은 고금에 통용되는 법이다. 하물며 태자가 왕을 대신하여 조회하러 들어갔는데 아우를 왕으로 삼는 것이 옳으냐?"며 반대하였다. 이들은 고종의 손자이자 태손 왕심(王愖)을 대리청정하게 하였다.
1266년 4월에 원나라에 다녀올 때는 특별히 태자 심이 그를 맞이하기도 했다.

### 등극
1268년 1월 원종의 명으로 다시 원나라로 갔다.
최의를 제거한 뒤 김준도 제거하고 권력을 잡은 임연은 거사에 동참했던 환관 김경(金鏡)과 최은(崔𤨒)이 원종의 총애를 받아 권세가 커져 자신에게 위협이 될 것을 두려워하여 1269년 6월 두 사람을 죽이고 뒤이어 원종까지 도모하려 했다. 문하시중(侍中) 이장용(李藏用)은 현실적으로 임연의 의도를 막기 어렵다고 생각하고 왕위를 다른 사람에게 물려주게 할 것을 제안하였다. 그밖에 참지정사 최영(崔瑛) 등이 거사에 가담했다. 이리하여 원종은 별궁으로 쫓겨나고 임연의 추대로 6월 21일 안경공이 고려의 임시 임금인 영종으로 즉위하게 되었다.
원나라는 안경공을 정식 임금으로 승인하지 않았다. 안경공은 1269년 10월 권지국사 자격으로 형부 상서 김방경(金方慶)을 통해 원나라로 표문을 보냈다.

### 원나라의 추궁과 폐위
영종은 임연을 교정별감으로 임명하는 한편, 원종을 상왕으로 받들고 몽골에는 원종의 병이 위중하여 부득이하게 자신에게 왕위를 물려주었다고 거짓으로 알렸다. 그러나 몽골에 사신으로 갔다가 돌아오던 태자(훗날의 충렬왕)가 이 사실을 알고 다시 몽골로 되돌아갔기 때문에 진상이 알려지게 되었다. 8월 태자는 원 세조 쿠빌라이에게 부왕이 폐위되었다고 고하였다. 이에 몽골에서는 군사력을 동원할 움직임을 보였으며 쿠빌라이는 알타사불화(斡朶思不花)와 이악(李諤) 등을 고려로 파견하여 진상을 조사하게 했다. 11월에 원나라는 병부 시랑 흑적(黑的), 치래로총관부 판관(淄萊路摠管府判官) 서세웅(徐世雄) 등을 사신으로 보내왔다. 임연은 이를 무마하려 했으나 별다른 대책이 없었기에 흑적, 서세웅 등의 말에 따라 원종을 복위시켰다. 때문에 영종은 다시 원래의 집으로 돌아가게 되었다.
영종의 재위기간 중 일어난 중대사로 10월에 최탄(崔坦)이 임연 등을 정벌한다는 구실로 서경유수를 죽이고 북계(北界) 지역을 장악한 후 몽골에 바친 일이 있다. 영종이 언제 죽었는지는 분명하지 않으며 영종(英宗)이라는 묘호가 붙었다.

### 사후
묘호는 영종(英宗), 시호는 없기 때문에 묘호와 왕을 뜻하는 '대왕'을 붙여 영종대왕(英宗大王)이다. 고려사절요의 공양왕 3년조를 보면 1391년 1월 공양왕이 그의 기일을 맞이하여, 그의 묘소에 치제하려 하자 예조에서 반대하는 대목이 나온다. 예조의 계에 의하면 "安慶公淐以元宗母弟, 擅自簒立不當稱爲英宗今遇忌日致祭有乖大義"라 하였다. 이는 "창은 원종의 동모 형제로서 제멋대로 찬탈하였으니 영종(英宗)이라고 일컫는 것은 부당합니다. 지금 그 기일을 당하여 치제(致祭)하는 것은 대의에 어긋난다"는 뜻이다.

## 가계
- 증조부 : 명종(明宗, 1131~1202 재위:1170~1197)
- 증조모 : 의정왕후(義靜王后)
- 조부 : 강종(康宗, 1152~1213 재위:1211~1213)
- 조모 : 원덕왕후(元德王后, ? ~1239)
- 부왕 : 고종(高宗, 1192~1259 재위:1213~1259)
- 모후 : 안혜왕후(安惠王后, ? ~1232) 희종의 딸
  - 추존 : 영종(英宗)(1223~ ? 재위:1269~1269) 고려의 임시국왕으로 재위함
  - 추존 : 폐비 안동 권씨(安東 權氏) 찬성사 권탁(權倬)의 딸
    - 장남 : 한양후 왕현(漢陽後 王晛)
    - 며느리 : 명순원비(明順院妃, ? ~1320) 충렬왕의 딸
      - 손자 : 계양후 왕광(桂陽後 王光)

    - 차남 : 익양군 왕청 (翼陽君 王請, 자는 하일(河一) 1248 3월~1344 8월 그의 후손이 이어지고 있다.
    - 며느리 : 선주 김씨(善州 金氏, 시중 김원신(金元信)의 딸 외조부는 수문전태학사 설형택(薛亨澤))
      - 손자 : 왕길(王吉, 1280~1347 4월 11일) 사공
- 장인 : 권탁(權倬)
- 장모 : ?

## 같이 보기
- 무신정권
- 쿠빌라이
- 몽골 간섭기
- 원종
- 임연

## 참고 문헌
- 《고려사》[3]- 고종세가, 원종세가, 임연 열전, 종실 안경공 열전
- 《고려사절요》[4]